# Comunele Lituaniei
Lituania este împărțită pe trei niveluri de diviziuni administrative⁠(d). Primul nivel al împărțirii este format din 10 județe (în lituaniană: singular – apskritis, plural – apskritys). Acestea sunt subîmpărțite în 60 de comune (în lituaniană: plural – savivaldybės, singular – ), care la rândul lor sunt în continuare subîmpărțite în peste 500 de unități mai mici, cunoscute sub numele de seniorii (în lituaniană: plural – seniūnijos, singular – seniūnija).
La sfârșitul perioadei de Republică Sovietică Socialistă, împărțirea administrativă a Lituaniei era în 44 de regiuni, 12 municipii, 80 de orașe, 19 așezări și 426 raioane rurale. Reforma acestui sistem a fost o preocupare imediată pentru noul guvern al Lituaniei independente. Constituția Republicii Lituania⁠(d), ratificată în 1992, a delegat puterea de a stabili viitoarele unități administrative Parlamentului Lituaniei (Seimas). Ca urmare, Seimas a adoptat două legi fundamentale: una în 1993 privind administrația publică și una în 1994 care precizează unitățile administrativ-teritoriale și limitele lor. Sistemul actual cu comune aparținând a 10 județe a fost codificat până la 1995. S-au operat mai multe modificări în anul 2000, de unde au rezultat 60 de comune. Consilierii municipali obișnuiți sunt aleși la fiecare patru ani pe listele electorale, folosind reprezentarea proporțională. Primarul, care este și el membru al consiliului, este ales direct de către rezidenți prin vot majoritar. Înainte de 2015, primarii erau aleși de către consiliile municipale.
Harta de mai jos prezintă județele și comunele. Șapte comune urbane și trei alte comune sunt marcate prin numere.
| 1 – Comuna urbană Vilnius 2 – Comuna urbană Kaunas 3 – Comuna urbană Klaipėda | 4 – Comuna urbană Panevėžys 5 – Comuna urbană Šiauliai 6 – Comuna urbană Alytus | 7 – Comuna Birštonas⁠(d) 8 – Comuna urbană Palanga 9 – Comuna Visaginas⁠(d) 10 – Comuna Neringa⁠(d) |

## Lista comunelor
Această listă este generată cu date din Wikidata și este actualizată periodic de un robot.
 Editările făcute în listă vor fi șterse la următoarea actualizare!
| Stemă | Denumire                              | Reședință      |
| ----- | ------------------------------------- | -------------- |
|       | Akmenė District Municipality          | Naujoji Akmenė |
|       | Alytus City Municipality              | Alytus         |
|       | Alytus District Municipality          | Alytus         |
|       | Anykščiai District Municipality       | Anykščiai      |
|       | Birštonas Municipality                | Birštonas      |
|       | Biržai District Municipality          | Biržai         |
|       | Druskininkai municipality             | Druskininkai   |
|       | Elektrėnai Municipality               | Elektrėnai     |
|       | Ignalina District Municipality        | Ignalina       |
|       | Jonava District Municipality          | Jonava         |
|       | Joniškis District Municipality        | Joniškis       |
|       | Jurbarkas District Municipality       | Jurbarkas      |
|       | Kaišiadorys District Municipality     | Kaišiadorys    |
|       | Kalvarija Municipality                | Kalvarija      |
|       | Kaunas City Municipality              | Kaunas         |
|       | Kaunas District Municipality          | Kaunas         |
|       | Kazlų Rūda Municipality               | Kazlų Rūda     |
|       | Kelmė District Municipality           | Kelmė          |
|       | Klaipeda City Municipality            | Klaipėda       |
|       | Klaipėda District Municipality        | Gargždai       |
|       | Kretinga Municipality                 | Kretinga       |
|       | Kupiškis District Municipality        | Kupiškis       |
|       | Kėdainiai District Municipality       | Kėdainiai      |
|       | Marijampolė District Municipality     | Marijampolė    |
|       | Marijampolė Municipality              | Marijampolė    |
|       | Mažeikiai District Municipality       | Mažeikiai      |
|       | Molėtai District Municipality         | Molėtai        |
|       | Neringa Municipality                  | Comuna Neringa |
|       | Pagėgiai Municipality                 | Pagėgiai       |
|       | Pakruojis District Municipality       | Pakruojis      |
|       | Palanga City Municipality             | Palanga        |
|       | Panevėžys City Municipality           | Panevėžys      |
|       | Panevėžys District Municipality       | Panevėžys      |
|       | Plungė District Municipality          | Plungė         |
|       | Prienai District Municipality         | Prienai        |
|       | Radviliškis District Municipality     | Radviliškis    |
|       | Raseiniai District Municipality       | Raseiniai      |
|       | Rietavas Municipality                 | Rietavas       |
|       | Skuodas District Municipality         | Skuodas        |
|       | Tauragė District Municipality         | Tauragė        |
|       | Telšiai District Municipality         | Telšiai        |
|       | Trakai District Municipality          | Trakai         |
|       | Ukmergė District Municipality         | Ukmergė        |
|       | Utena District Municipality           | Utena          |
|       | Varėna District Municipality          | Varėna         |
|       | Vilnius City Municipality             | Vilnius        |
|       | Vilnius District Municipality         | Vilnius        |
|       | Visaginas Municipality                | Visaginas      |
|       | Zarasai District Municipality         | Zarasai        |
|       | Šakiai District Municipality          | Šakiai         |
|       | Šiauliai City Municipality            | Šiauliai       |
|       | Šilalė District Municipality          | Šilalė         |
|       | Šilutė District Municipality          | Šilutė         |
|       | Širvintos District Municipality       | Širvintos      |
|       | Comuna Šalčininkai                    | Šalčininkai    |
|       | Municipalitatea Districtului Lazdijai | Lazdijai       |
|       | Pasvalys                              | Pasvalys       |
|       | Rokiškis                              | Rokiškis       |
|       | Vilkaviškis                           | Vilkaviškis    |
|       | Šiauliai                              | Šiauliai       |
|       | Švenčionys                            | Švenčionys     |